# プロイテレス
プロイテレス（PROITERES:Project of OIT Electric-Rocket-Engine Onboard Small Space Ship、大阪工業大学電気推進ロケットエンジン搭載小型スペースシッププロジェクト）は大阪工業大学が開発した超小型人工衛星、およびそのプロジェクト名である。2012年9月9日にインドのサティシュ・ダワン宇宙センターからPSLV-CAロケットによって打ち上げられた。
打上げ後、9月9日に受信成功するが、9月14日の受信を最後に通信途絶。衛星の姿勢が不安定となり、アンテナの指向性が低下したことが原因と見られている。9月21日に再び信号を受信するが、衛星側の変調に不具合があり、信号が符号化されていない。コマンドにより衛星のリセットを試みているが、10月現在、衛星にコマンドを送っても通らない状況である。
おもなミッションとして
1. 電気推進ロケットエンジンによる動力飛行（低軌道から軌道上昇をロケット連続噴射により実現、小型衛星では世界初）
2. 高解像度カメラによる地球の観測

を予定している。